# كيت بروس
كيت بروس (بالإنجليزية: Kate Bruce)‏ هي ممثلة أمريكية، ولدت في 17 فبراير 1860 في كولومبوس في الولايات المتحدة، وتوفيت في 2 أبريل 1946 في نيويورك في الولايات المتحدة.

## وصلات خارجية
- كيت بروس على موقع IMDb (الإنجليزية)
- كيت بروس على موقع ألو سيني (الفرنسية)
- كيت بروس على موقع أول موفي (الإنجليزية)
- كيت بروس على موقع قاعدة بيانات برودواي على الإنترنت (الإنجليزية)
- كيت بروس على موقع قاعدة بيانات الأفلام السويدية (السويدية)
- كيت بروس على موقع قاعدة بيانات الفيلم (الإنجليزية)
- كيت بروس على موقع كينوبويسك (الروسية)